# Vênus pré-históricas

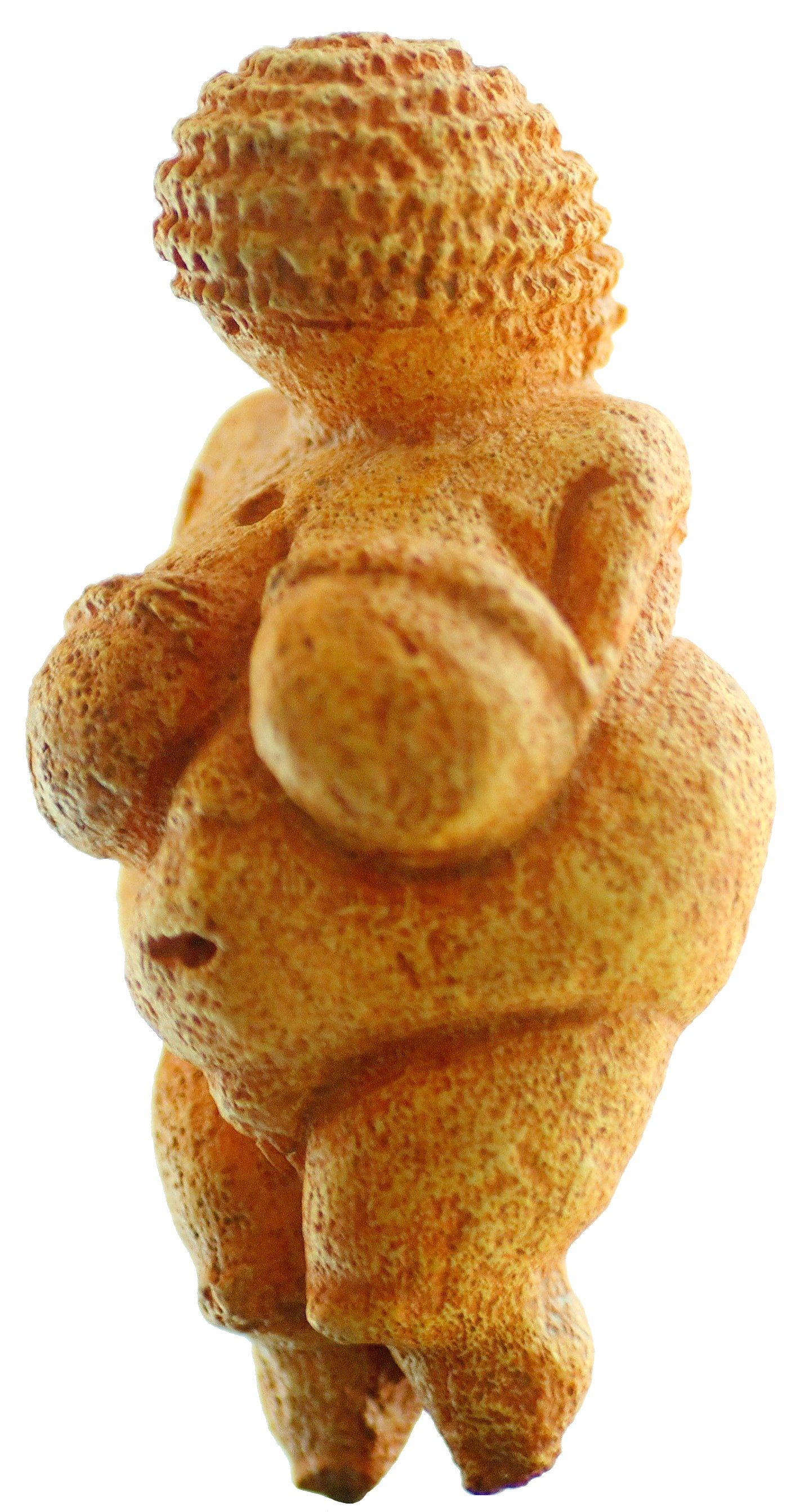
Vênus de Willendorf, uma das estatuetas mais notórias

As Vênus pré-históricas são as mais antigas representações materiais de figuras femininas, tendo surgido a partir do início do Período Aurignaciano do Paleolítico Superior. Elas são caracterizadas por apresentarem mulheres de diversas formas e tamanhos - desde silhuetas afinadas até mais robustas - mas, geralmente, com ancas e seios largos como características comuns]
Essas figuras são encontradas em diversas partes da Europa, desde o oeste até a Sibéria, e podem ser feitas de diversos materiais, como calcita, calcário, ossos, marfim, ou até mesmo argila. 
Apesar da Vênus mais antiga corresponder ao período Aurignaciano, a grande abundância tanto em número quanto em diversidade delas ocorre a partir do período Gravetiano. 
A primeira Vênus a ser encontrada corresponde à então denominada Vênus impudica - que, inclusive, foi a responsável pelo nome dado a esse tipo de representação feminina -, do período magdaleniense, em 1864 por pelo Marquês de Vibraye, em Dordonha [2]. Essa vênus não possui cabeça, pés e braços, e sim uma grande abertura vaginal e assemelha-se às talhas medievais de Sheela na Gig - talhas com mulheres mostrando sua vulva de forma exagerada). Seu nome contrasta com “venus pudica”, que refere-se a representações femininas cobrindo o púbis e os seios. 
A Vênus mais antiga já datada corresponde à Vênus de Hohle-Fels, de 35 a 40 mil anos (Período Aurignaciano) [3], encontrada na caverna de mesmo nome, na Alemanha, próxima à caverna de Hohlenstein Stadel, onde foi encontrada a escultura do Homem-leão. Essa Vênus é caracterizada pela presença de seios e quadris fartos associados a pernas, braços e cabeça muito reduzidos. 
Já a figura Vênus mais famosa foi encontrada em Willendorf, no vale do Danúbio na Áustria, em 1908 e data de 24-22 mil anos [4]
A questão sobre a esteatopigia de algumas das figuras foi levantada pela primeira vez por Édouard Piette, que descobriu a Vênus de Brassempouy e outras estatuetas nos Pirenéus, mas não houve evidência de relação.

## Interpretações
As figuras Vênus eram geralmente pequenas, o que pode indicar sua portabilidade. 
Seu significado é discutível: elas podem representar um símbolo de fertilidade [5], considerando que as características de seus corpos como seios e ancas largas, em conjunto com a cintura fina, eram consideradas vantajosas para o parto. Isso é observável especialmente no caso da Vênus de Hohle-Fels: Enquanto as regiões de seu corpo associadas à fertilidade são ressaltadas, as outras são bem reduzidas. Porém, a presença dessas características não é uma regra, como no caso da Vênus de Bouret, que representa um corpo mais fino e uniforme [1]
Outras possíveis interpretações das Vênus consistem na sua possível representação de uma forma de divindade, relacionada a uma possível religiosidade dos povos que as fizeram, ou, até mesmo, de ancestralidade das mulheres desses grupos humanos [5]. 
Além disso, elas também podem ser representações realistas ou idealizadas de mulheres em diferentes estados fisiológicos: Mais jovens, mais velhas, grávidas, no puerpério etc [6]. Soma-se a isso uma discussão acerca de uma possível representação da obesidade na pré-história, levada em pauta uma vez que a agricultura ainda não estava sob domínio do homem àquela altura.
Elas também podem representar preferências individuais masculinas, o que pode indicar a existência de um “padrão de beleza”, de forma que a variabilidade entre as representações mudaria devido aos diferentes padrões de beleza vistos por aqueles que as esculpiam e que isso variou ao longo do tempo.
Apesar de ser comum associar que as Vênus eram esculpidas por homens a partir de seu olhar sob a figura feminina, também é debatida a possibilidade de mulheres pré-históricas também terem as esculpido a partir do ponto de vista de seu próprio corpo, ressaltando partes de sua preferência.

## Vênus e o simbolismo emHomo sapiens
As estatuetas de Vênus correspondem a um dos exemplos mais antigos de arte figurativa encontrados na pré-história, sendo atribuídas à espécie Homo sapiens. Apesar das demais espécies do gênero Homo possuírem o domínio da instrumentalização e utilização de pedras, couro e ossos de animais, graças ao fato de a Vênus mais antiga encontrada (Vênus de Hohle-fels) possuir uma datação de 35.000-40.000 anos, seu simbolismo está estritamente associado aos humanos modernos. 

## Galeria

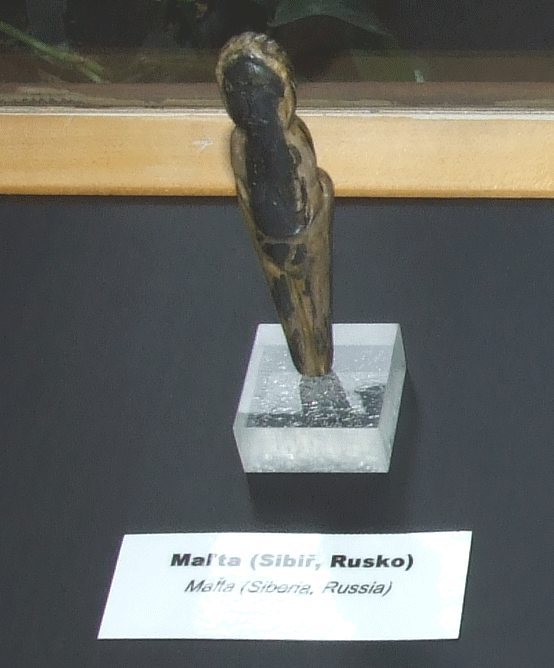
Vênus de Mal'ta
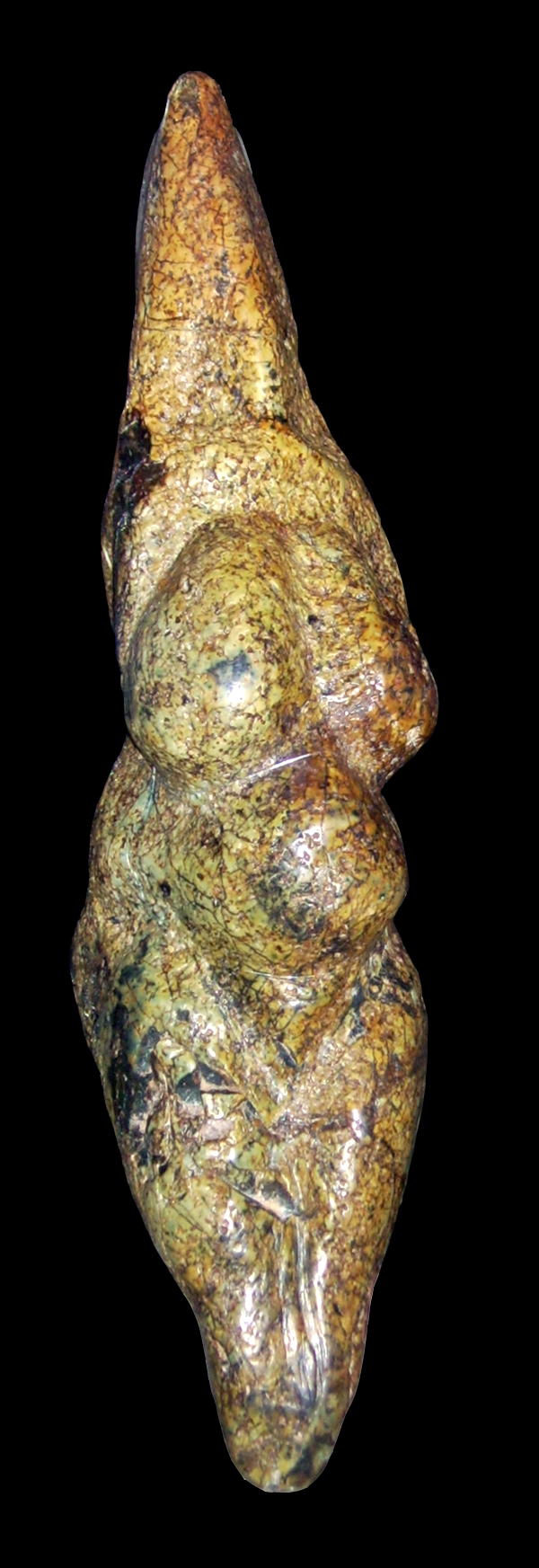
Vênus de Savignano
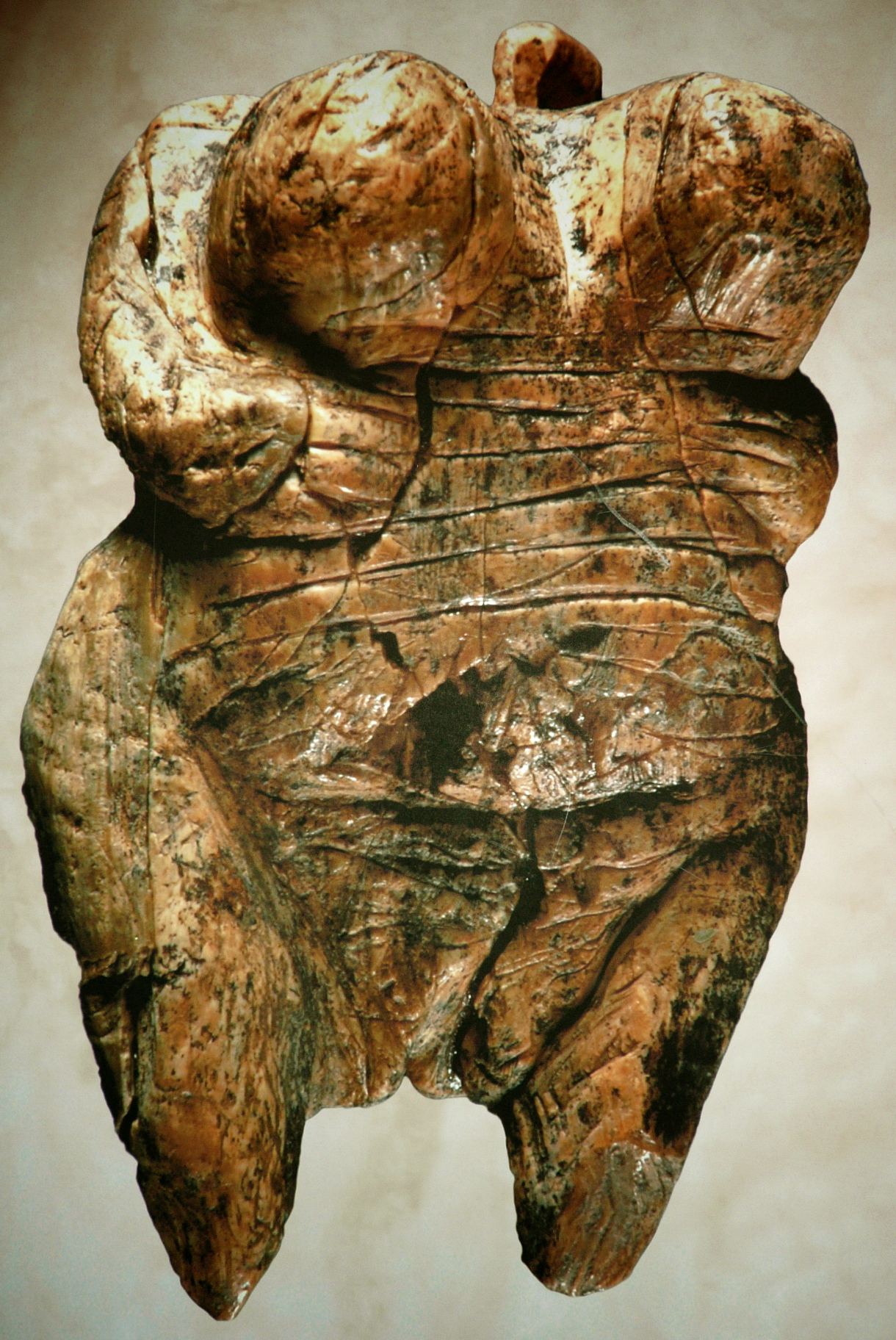
Vênus de Hohle Fels
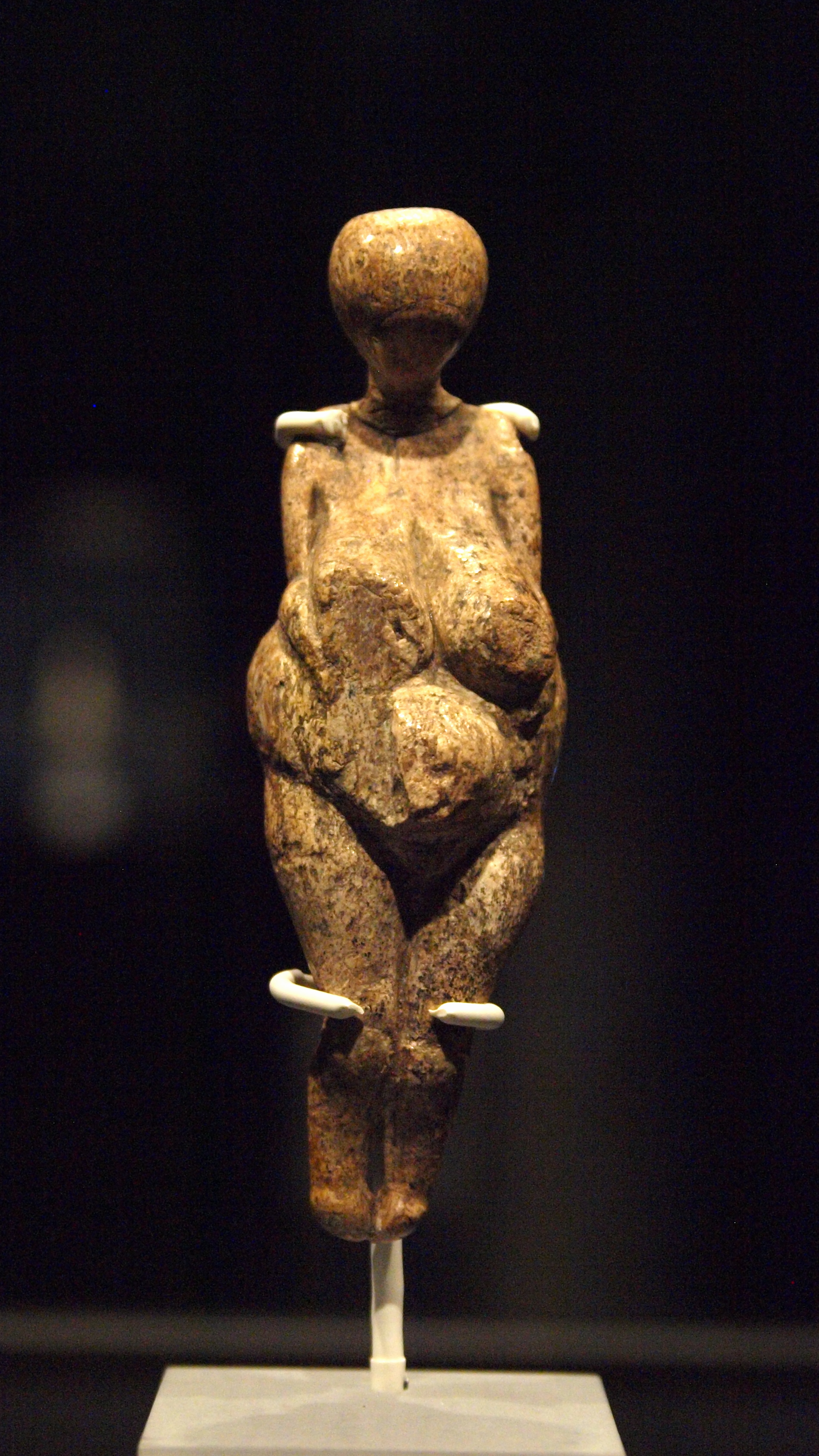
Vênus de Kostenki
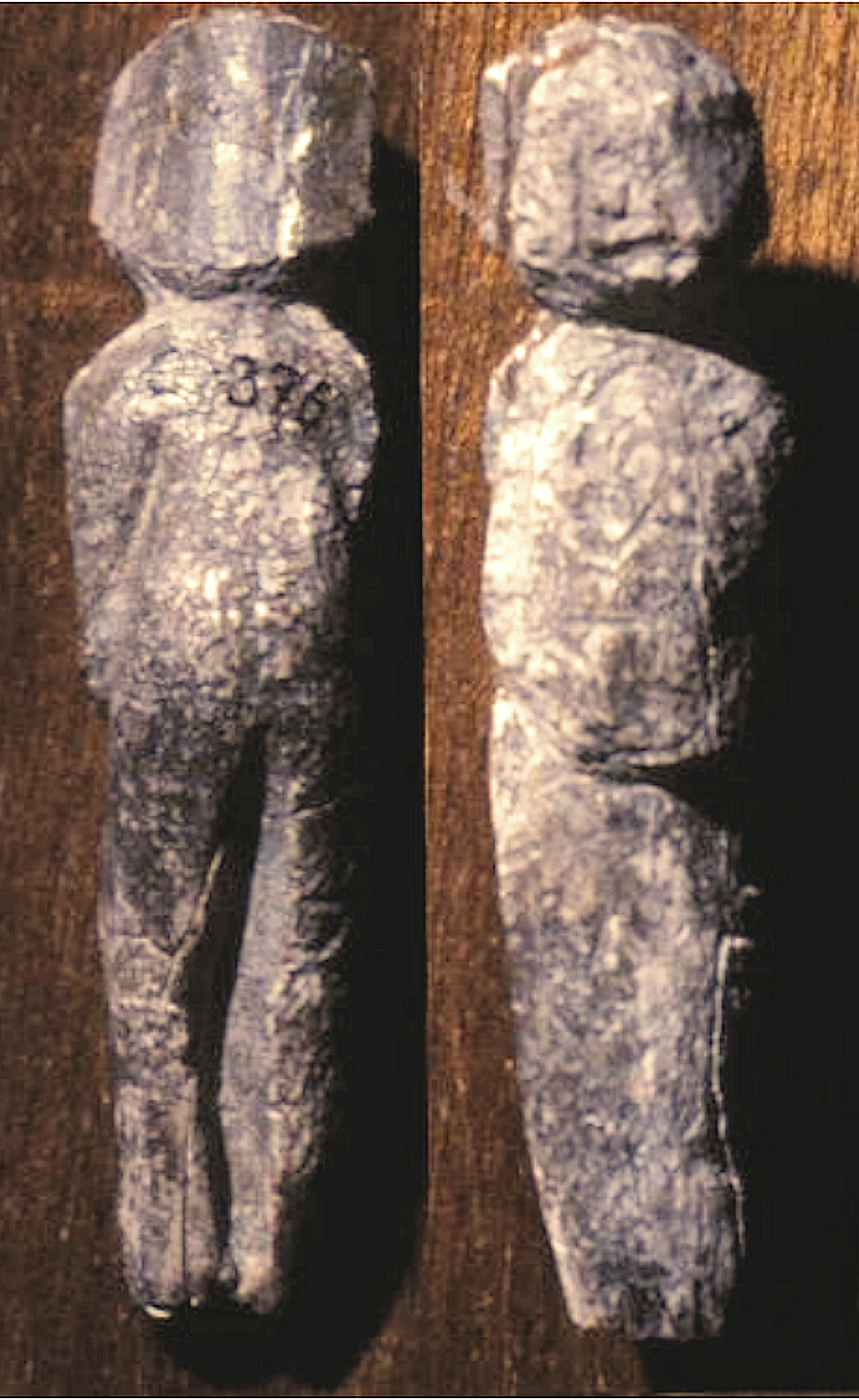
Vênus de Bouret
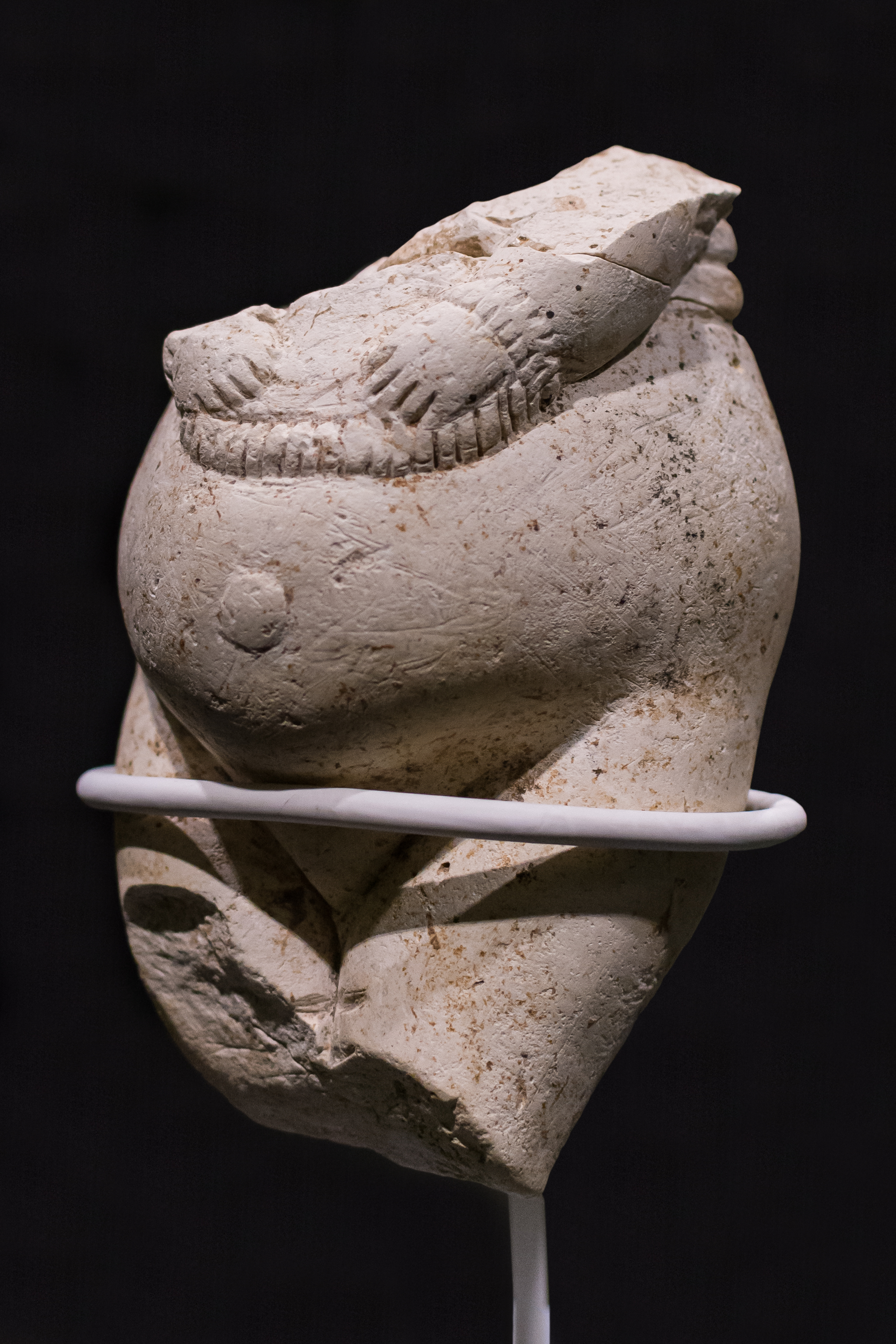
Vênus de Kostenki
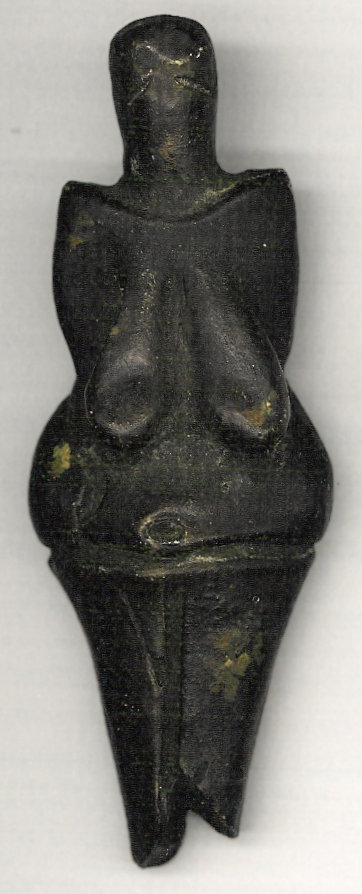
Vênus de Dolní
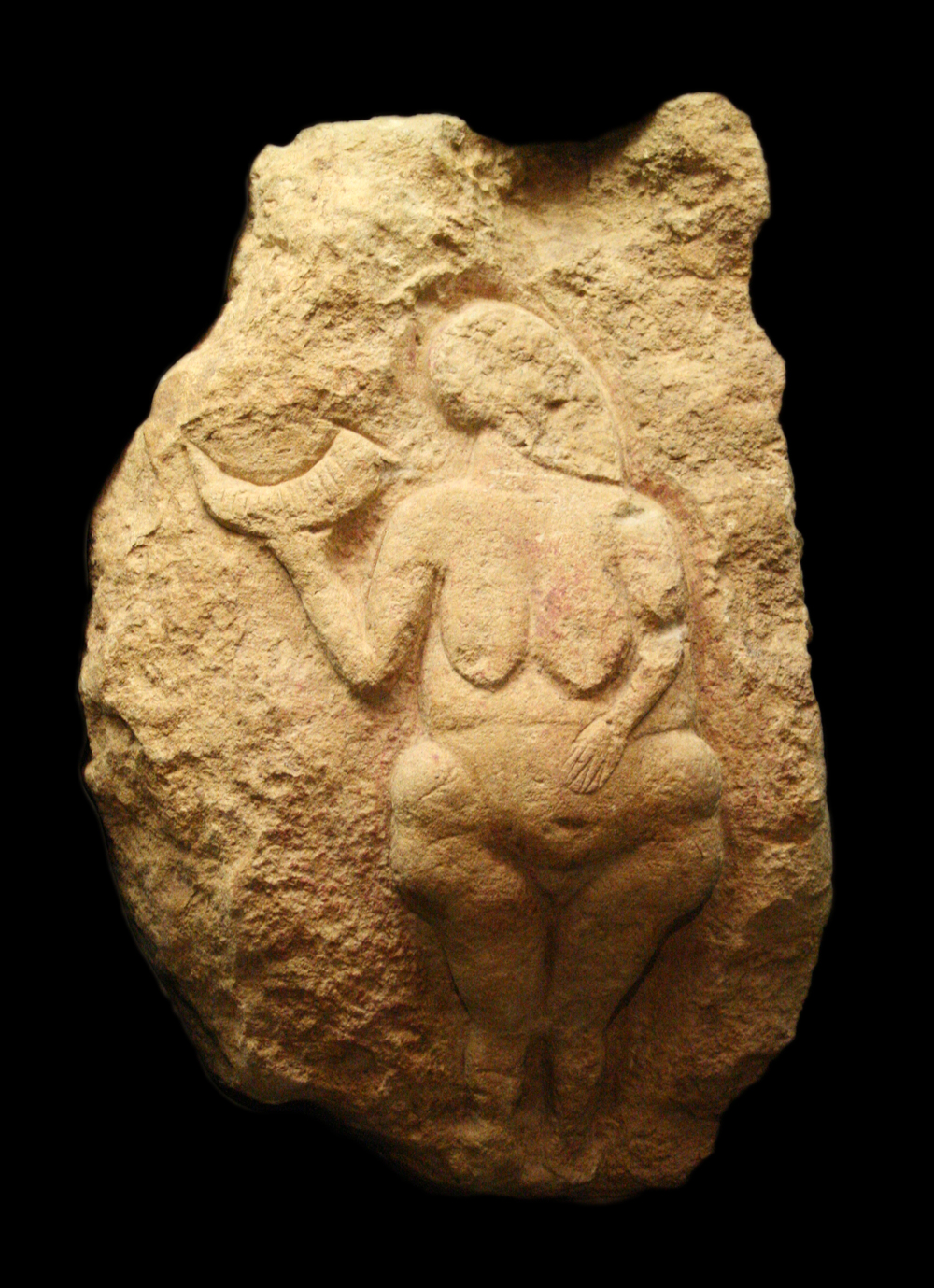
Vênus de Laussel
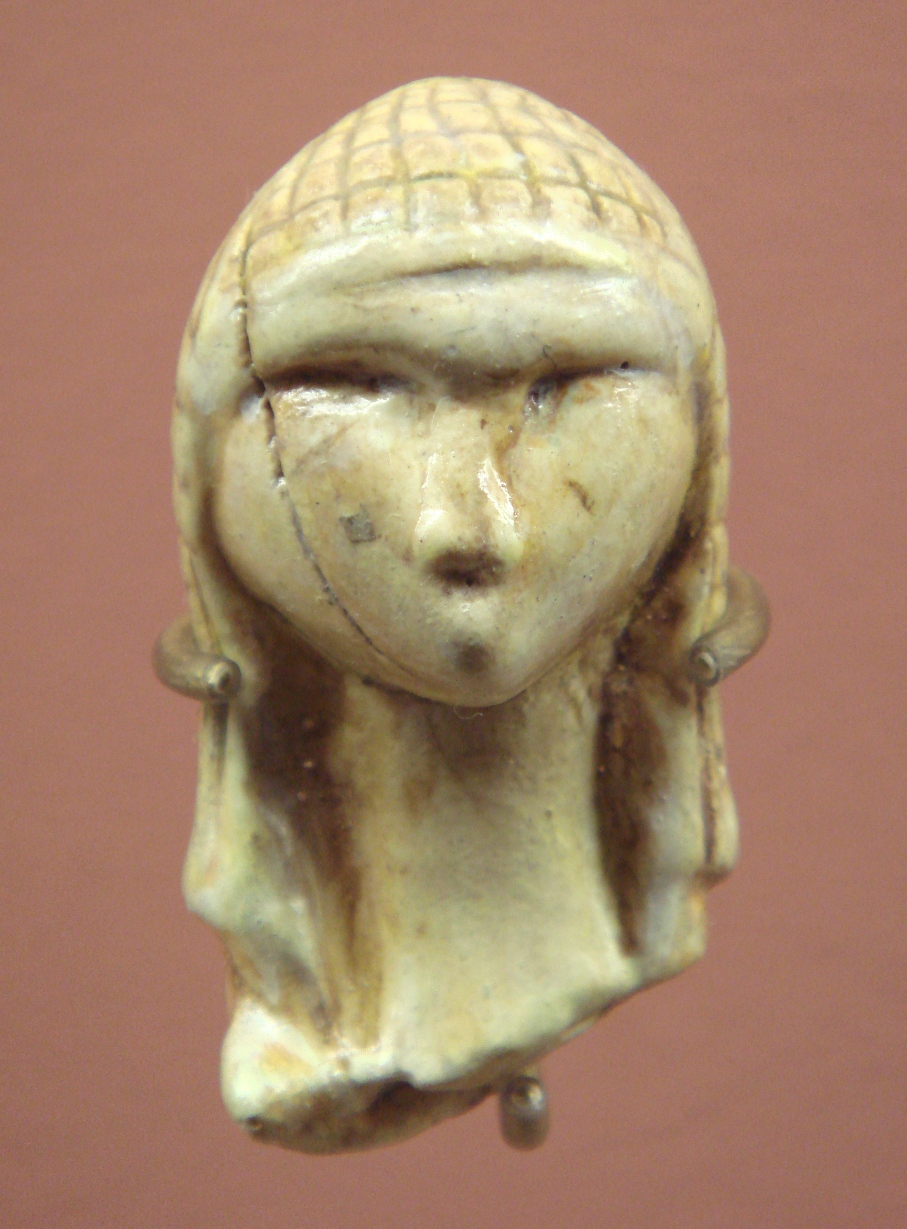
Vênus de Brassempouy